# Harald Quandt

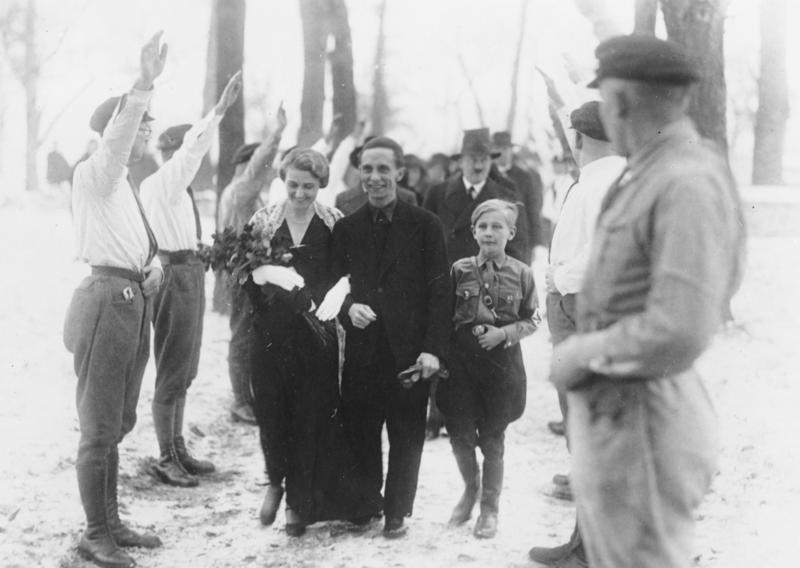
Harald Quandt (rechts) als 10-jarige jongen tijdens het huwelijk van zijn moeder met Joseph Goebbels

Harald Quandt (Berlin-Charlottenburg, 1 november 1921 – Cuneo, 22 september 1967) was een Duits ondernemer en zoon van Magda Goebbels.

## Biografie
Quandt werd in 1921 geboren als zoon van ondernemer Günther Quandt en Magda Goebbels. Zijn ouders scheidden in 1929. Zijn moeder zou in 1931 hertrouwen met Joseph Goebbels, die zes kinderen met haar kreeg. Quandt zou vanaf 1934 opgroeien bij zijn moeder. Hij nam deel aan de Tweede Wereldoorlog en nam in 1941 deel aan de Landing op Kreta. Na de Tweede Wereldoorlog was hij het enige overlevende kind van Magda Goebbels. 
Quandt huwde met Inge Bandekow (1928-1978). Samen kregen ze vijf kinderen. In 1953 maakte Quandt zijn studies als werktuigbouwkundig ingenieur af. Toen zijn vader in 1954 overleed nam Quandt samen met zijn broer Herbert de leiding in handen van het bedrijf VARTA en andere bedrijven die tot de Quandt Groep behoorden. De familie had ook aandelen in Daimler-Benz en BMW.
Quandt kwam op 45-jarige leeftijd om het leven toen het zakenvliegtuig van zijn bedrijf bij Cuneo tegen een berg vloog.